# Grottes de Combe-Nègre
Les grottes de Combe-Nègre sont un ensemble de deux galeries ornées préhistoriques situées dans le département du Lot, situées sur le territoire de la commune de Frayssinet-le-Gélat. 
Ces grottes appartiennent à une personne privée et ne sont pas visitables.

## Historique
Les grottes ont été découvertes fortuitement en mars 2001.
Les grottes ont été inscrites au titre des monuments historiques le 26 février 2010.

## Description physique
Les grottes de Combe-Nègre comportent deux galeries (Combe-Nègre 1 et Combe-Nègre 2) s'ouvrant sur la vallée de la Thèze qui ont été découvertes fortuitement en mars 2001 par trois spéléologues, C. Momméja, J.L. Huvier et Jo Magdelaine. 
Les spéléologues ont montré que les galeries se développent sur trois étages. Une diaclase relie les deux grottes.
De nombreux ossements ont été découverts dans les deux grottes, avec, peut-être, celui d'un rhinocéros laineux.
Longueur de Combe-Nègre 1 : 27,80 m
Longueur de Combe-Nègre 2 : 168,90 m
Longueur totale : 196,70 m

## Les œuvres
Les galeries sont décorées de peintures constituées de signes ponctués noirs, d'une main négative et des profils de deux herbivores pouvant être rattachées à la phase archaïque des grottes ornées quecynoises appartenant au gravettien ou, au plus tard, au solutréen.
La grotte de Combe-Nègre 1 se compose d'une petite galerie se terminant sur une minuscule rotonde. Michel Lorblanchet y a relevé :
- un panneau comprenant treize ponctuations digitales noires,
- un petit animal, peut-être un bison,
- deux représentations de chevaux superposées,
- une main négative de petite taille,
- des vestiges de peinture noire.

Ces peintures de petite taille ont été réalisées au doigt enduit de colorant rappelant celles de la grotte de Pech Merle et de Cougnac.
La grotte de Combe-Nègre 2 présentant une première galerie identique à celle de Combe-Nègre 1 mais aboutissant à un puits d'une douzaine de mètres de profondeur sur lequel a été trouvé une lame de silex caractéristique du paléolithique supérieur. La base du puits est obstruée. En escaladant un mur face au puits, on retrouve une petite galerie débouchant dans une galerie des points dans la même direction que la galerie d'entrée. Les peintures sont situées dans les deux dernières salles ornées. Combe-Nègre 2 comporte près de 480 ponctuations noires et 15 ponctuations rouges.